# Stallone-Talavorno
Stallone-Talavorno, nota precedentemente come Groppoli è una frazione del comune italiano di Mulazzo, nella provincia di Massa-Carrara, in Toscana.
Si trattava di un piccolo comune della Lunigiana, soppresso e annesso a Mulazzo nel 1849.

## Geografia fisica
Il territorio dell'ex comune di Groppoli (12 km² in cui vivevano circa 700 abitanti) era compreso tra i comuni di Calice al Cornoviglio, Mulazzo, Filattiera e Tresana. Il centro abitato è composto dalle borgate di Ca' Granda, Costello, Lavaggio, Mulino, San Benedetto, Serla, Stallone, Talavorno, Tinello.

## Storia

Stemma dell'ex comune di Groppoli

Antico feudo imperiale dei Malaspina, fu posto sotto la protezione (accomandigia) del Granducato di Toscana nel 1577. Nel 1586 è infeudato ai Malaspina del ramo di Mulazzo e dal 1592 è dato al genovese Giulio Sale con il titolo di marchese.
Nel 1606 passa per dote ai Brignole di Genova che ricevono l'investitura di vassalli toscani (1610). Dopo la breve occupazione austriaca (1746-1748) ritorna ai Brignole Sale che si vedono rinnovata l'investitura dal nuovo granduca di Toscana Francesco Stefano di Lorena (1738). I Brignole Sale, tuttavia, rivendicando l'autonomia dalla Toscana, si rifiutano di applicare la legge granducale sull'abolizione dei feudi (1749) fino dopo al 1760. Il feudo, annesso al Granducato di Toscana nel 1774, viene soppresso nel 1797 con l'abolizione dei Feudi imperiali decretata dalle leggi napoleoniche.
Nel corso del XX secolo, le località rurali lungo la strada provinciale 31 hanno conosciuto una forte espansione urbana, tanto da andare a costituire un unico centro abitato, che ha così preso il nome di "Groppoli" recuperando l'antico toponimo.

## Monumenti e luoghi d'interesse
- Chiesa di Nostra Signora di Fatima[2]